# Петриков, Пётр Тихонович
Пётр Ти́хонович Пе́триков (бел. Пётр Ціханавіч Петрыкаў; 12 июля 1927, Николаевка, Гомельский округ — 3 июля 2007, Минск) — белорусский советский историк, педагог, общественный деятель. Доктор исторических наук (1973), профессор (1978). Член-корреспондент АН Белорусской ССР (1977).

## Биография
Родился в крестьянской семье в деревне Николаевка (ныне — Добрушского района Гомельской области). В 18 лет (1944) был призван в РККА. Прослужил 7 лет, участник Великой Отечественной войны.
Окончил исторический факультет Белорусского государственного университета (1956). Работал в средней школе г. п. Шатилки (ныне г. Светлогорск) Паричского (ныне Светлогорский) района Гомельской области. В 1958 году поступил в аспирантуру Института истории АН БССР. В 1962 году защитил кандидатскую (Институт истории АН БССР; «Революционные комитеты Белоруссии в борьбе за восстановление и упрочение Советской власти в 1920 году»), в 1973 — докторскую диссертацию (Институт истории АН БССР; «Советы депутатов трудящихся БССР и их роль в создании материально-технической базы коммунизма (1959—1965 гг.)»).
С 1961 года работал в АН БССР — младшим научным сотрудником, учёным секретарём (с 1962), заместителем директора Института истории Академии наук БССР по научной работе (с 1968). В 1975—1988 годы — директор Института истории, в 1984—1990 годы заведующий отделом Института истории АН БССР. В 1991—2002 годы — директор Музея истории Национальной академии наук Беларуси, также в 1996—2000 годы — первый заместитель главного редактора издательства «Белорусская Энциклопедия имени Петруся Бровки».

## Научная и педагогическая деятельность
Занимался исследованием вопросов истории науки и национально-государственного строительства в Белоруссии.
Принимал участие в создании Музея истории АН БССР и археологического музея «Берестье».
Подготовил 18 кандидатов и 6 докторов исторических наук.

## Общественная деятельность
Избирался депутатом Первомайского районного Совета Минска.
Принимал участие в работе Межреспубликанского координационного совета по проблеме исторических связей белорусского, украинского и молдавского народов.
В конце 1970-х годов инициировал в ЦК КПБ вопрос о научной и политической реабилитации первого президента АН БССР академика В. М. Игнатовского. Во второй половине 1980-х годов работал в академической комиссии по реабилитации сотрудников АН БССР, репрессированных в 1920—1930-х годах.

## Награды
Награждён медалями. Лауреат Государственной премии Украинской ССР (1984).